# شركة استثمارات حكومة المملكة المتحدة
شركة استثمارات حكومة المملكة المتحدة هي شركة مملوكة من قبل حكومة المملكة المتحدة والتي تجمعُ بين الوظائف السابقة للمدير التنفيذي للمساهمين وشركة الإستثمارات المالية المملكة المتحدة ومقرها لندن، إنجلترا.
تدير الشركة مجموعة من 17 شركة بما في ذلك ناتويست جروب والقناة 4 ويورينكو جروب. فيندى بانجا هو رئيس مجلس الإدارة، وتشارلز دونالد هو الرئيس التنفيذي.

## روابط خارجية
- شركة استثمارات حكومة المملكة المتحدة